# Trubiczino (rejon nowogrodzki)
Trubiczino (ros. Трубичино) – wieś (dieriewnia) w Rosji, w obwodzie nowogrodzkim, w rejonie nowogrodzkim. W 2010 liczyła 3009 mieszkańców.